# マーク＝アンソニー・タネジ
マーク＝アンソニー・タネジ（Mark-Anthony Turnage、1960年6月10日 - ）は、イギリスの現代音楽の作曲家。

## 経歴
マイルス・デイヴィスに傾倒してモダン・ジャズに強く影響されていることで知られる。同世代のイギリスのヴァイオリニストのナイジェル・ケネディと同じく、EMIの販売戦略によって、往年の「怒れる若者」世代を意識したパンク・ファッションでマスコミに登場させられ、脚光を浴びた。サイモン・ラトルの寵児として、管弦楽曲「3人の叫ぶ教皇（Three Screaming Popes）」（1989年完成、フランシス・ベーコンの同名の絵画に基づく）によって国際的に成功を収める。
タネジの作品はしばしば特徴的な個人様式で作曲されており、力強いリズムの推進力や、ジャズの和声法、旋律的要素の明快な存在、色彩的な管弦楽法とさまざまな打楽器（調律の合わないものも使われる）の活用が特徴的である。また、デューク・エリントンの作品から、1970年代のテレビドラマの探偵もののテーマ音楽まで、さまざまな音楽が暗示されている。「本物のモダン・ジャズ」を作曲することのできる数少ないクラシック作曲家として知られる。
数々の管弦楽曲や室内楽曲のほか、3作の歌劇がある。1作目は、1988年に初演された「グリーク（Greek）」で、これはスティーヴン・バーコフによるオイディプス王の現代版に基づいている（「グリーク」は、「ギリシャ風」という意味である）。2作目の「銀杯（The Silver Tassie）」（2000年初演）は、アイルランドの劇作家ショーン・オケーシーが原作である。3作目は、アメリカの高齢の石油王と結婚し、謎の死を遂げたストリッパー、アンナ・ニコル・スミスの人生をもとにした「アンナ・ニコル（Anna Nicole）」で、2011年にロンドンのロイヤル・オペラ・ハウスで上演された。サクソフォン協奏曲「子守唄（Your Rockaby）」も名高い。
1990年にバーミンガム市交響楽団の初代常勤作曲家に任命された。作品はショットから出版されている。
2024年5月に武満徹作曲賞の審査員として来日。